# McLaren MP4/11
Chronologie des modèles (1996)
McLaren MP4/10 McLaren MP4-12
La McLaren MP4/11 est la monoplace de Formule 1 engagée par l'écurie McLaren en championnat du monde de Formule 1 1996. Le Finlandais Mika Häkkinen, revenu de son accident de l'année précédente, et l'Écossais David Coulthard, venu de chez l'écurie Williams, en sont les pilotes. L'équipe vient de sortir de sa deuxième saison sans victoire, la dernière datant du GP d'Australie 1993, avec Ayrton Senna.
La monoplace est conçue par l'ingénieur anglais Neil Oatley. L'écurie entame sa seconde saison de partenariat avec le motoriste allemand Mercedes, revenu en Formule 1 en qualité de motoriste en 1993. Ce moteur est un 10 cylindres en V, en position centrale-arrière, à 75°. L'empattement est allongé et passe de 2 860 mm pour la MP4/10 à 2 990 mm pour la MP4/11. Les voies avant et arrière sont allongées de quelques centimètres également.

## Historique
L'équipe se rend compte rapidement que la MP4/11 n'est pas en mesure de rivaliser avec la Williams FW18, la Ferrari F310 ou la Benetton B196. McLaren se contente de deux podiums en début de saison, en Europe et à Monaco avec Coulthard. La voiture n'est de plus pas fiable : problèmes d'accélérateur pour Coulthard et Häkkinen en Australie et en Argentine, double abandon à Saint-Marin (moteur pour Häkkinen et boîte de vitesses pour Coulthard).
L'équipe doit donc développer une nouvelle version de la MP4/11 qui dispute sa dernière course au GP de France. La MP4/11B débute au Grand Prix suivant, en Grande-Bretagne. Une évolution du châssis permet à Häkkinen de signer un premier podium. Le Finlandais se classe ensuite quatrième en Hongrie, troisième en Belgique, en Italie et au Japon. Les problèmes de fiabilité subsistent néanmoins : pompe à eau et boîte de vitesses défectueuses pour (respectivement) Coulthard en Hongrie et Häkkinen en Allemagne.
McLaren se classe quatrième du championnat du monde des constructeurs avec 49 points, derrière Benetton, Ferrari et Williams. À la fin de la saison, le cigarettier Marlboro, principal sponsor depuis plus de 20 ans, part chez Ferrari.

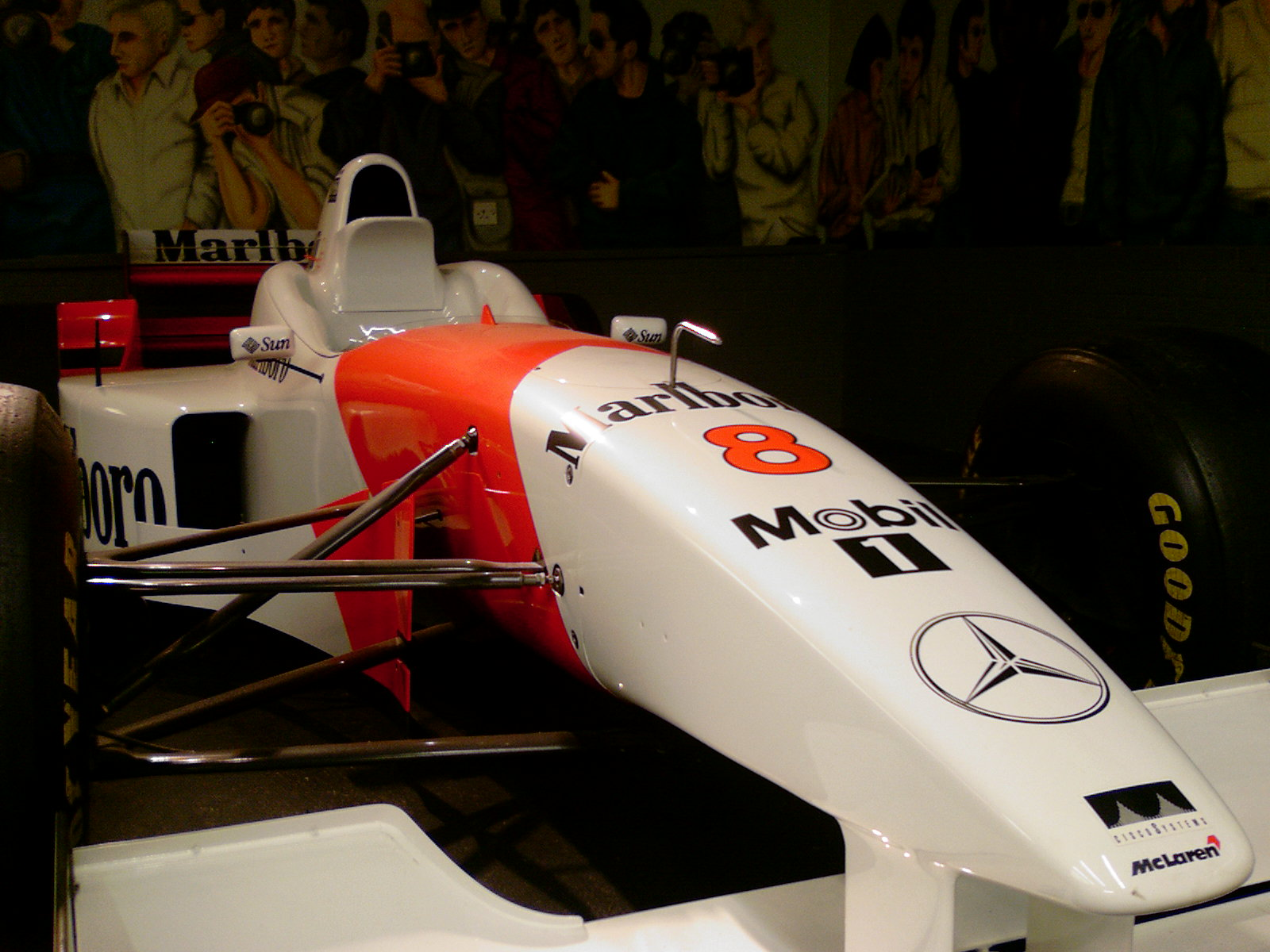
Le museau de la McLaren MP4/11 de David Coulthard, exposée au McLaren Hall à Donington

## Résultats en championnat du monde de Formule 1
| Saison | Écurie                    | Moteur                    | Pneus    | Pilotes         | Courses | Courses | Courses | Courses | Courses | Courses | Courses | Courses | Courses | Courses | Courses | Courses | Courses | Courses | Courses | Courses | Points inscrits | Classement |
| Saison | Écurie                    | Moteur                    | Pneus    | Pilotes         | 1       | 2       | 3       | 4       | 5       | 6       | 7       | 8       | 9       | 10      | 11      | 12      | 13      | 14      | 15      | 16      | Points inscrits | Classement |
| ------ | ------------------------- | ------------------------- | -------- | --------------- | ------- | ------- | ------- | ------- | ------- | ------- | ------- | ------- | ------- | ------- | ------- | ------- | ------- | ------- | ------- | ------- | --------------- | ---------- |
| 1996   | Marlboro McLaren Mercedes | Mercedes-Benz FO 110D V10 | Goodyear |                 | AUS     | BRÉ     | ARG     | EUR     | SMR     | MON     | ESP     | CAN     | FRA     | GBR     | ALL     | HON     | BEL     | ITA     | POR     | JAP     | 49              | 4e         |
| 1996   | Marlboro McLaren Mercedes | Mercedes-Benz FO 110D V10 | Goodyear | Mika Häkkinen   | 5e      | 4e      | Abd     | 8e      | 8e      | 6e      | 5e      | 5e      | 5e      | 3e      | Abd     | 4e      | 3e      | 3e      | Abd     | 3e      | 49              | 4e         |
| 1996   | Marlboro McLaren Mercedes | Mercedes-Benz FO 110D V10 | Goodyear | David Coulthard | Abd     | Abd     | 7e      | 3e      | Abd     | 2e      | Abd     | 4e      | 6e      | 5e      | 5e      | Abd     | Abd     | Abd     | 13e     | 8e      | 49              | 4e         |

Légende : ici 